# Tangara seledon
Tangara seledon là một loài chim trong họ Thraupidae.